# Système constructif des pyramides

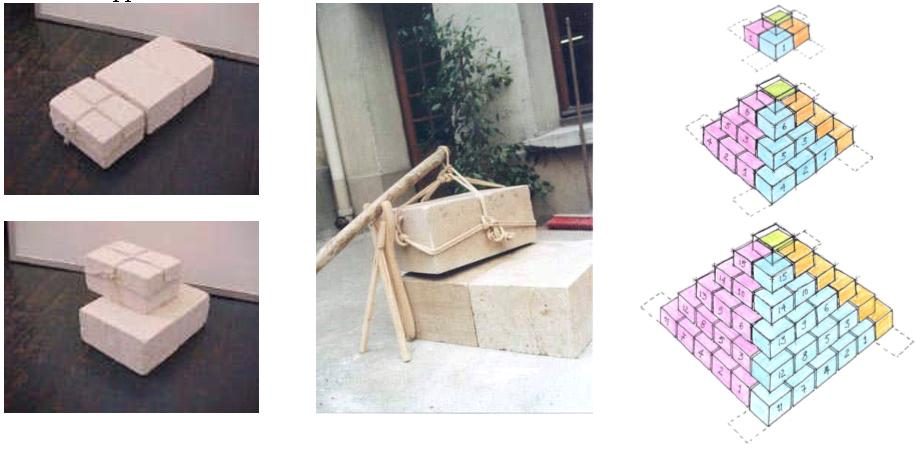
Algorithme constructif proposé par P. Crozat

Le système constructif des pyramides est une théorie sur la méthode de construction des pyramides d'Égypte en particulier des trois pyramides du plateau de Gizeh s'appuyant sur la géologie des sites de construction et l'histoire des techniques ouvrières. Son principe s'inscrirait dans un continuum technique remontant aux empierrements néolithiques et pourrait s'étendre à d'autres constructions pyramidales trouvées dans diverses civilisations humaines.
Cette théorie a été développée par Pierre Crozat, architecte de l'école polytechnique fédérale de Lausanne au travers d'une thèse de doctorat de l'école nationale supérieure des mines de Nancy.

## Résumé
La théorie constructive développée par Crozat rapporte que la forme de la construction, une pyramide, est contrainte par l'algorithme de construction des éléments unitaires du système (un bloc empilé en encorbellement sur deux autres), lui-même étant déterminé par la minimisation du travail humain.
La théorie suppose (et s'efforce de démontrer) que le choix du site de construction a été guidé par l'existence d'un gisement de calcaire à pendage pseudo-horizontal et par sa fracturation intrinsèque, due à la géomorphologie du site (pli anticlinal) et de sa tectonique associée, qui délimite déjà naturellement des éléments dans le rocher de module comparable à ceux utilisés pour la construction.
L'algorithme constructif proposé par Crozat génère la forme de la pyramide en étant appliqué itérativement sur chaque face. Une de ses particularités est qu'il ne contraint pas la taille de la construction au départ mais permet à celle-ci de croître au détriment du gisement et théoriquement jusqu'à épuisement de celui-ci.
La théorie de Crozat propose une nouvelle interprétation des textes d'Hérodote, et propose un principe constructif au travers d'une inversion complète du paradigme égyptologique classique, fondé généralement sur des théories mettant en œuvre des rampes ou purement machinistes.

## Principes
- Emprunt des matériaux sur le site même de la construction, conformément au principe du moindre effort toujours d'actualité dans le domaine des travaux publics (principe résumé comme suit : exploiter la pierre alentour et mettre en tas au centre). De fait, les laisses de carrière et les fronts de taille sont encore visibles aujourd'hui aux pieds des pyramides de Gizeh.
- extraction des blocs par démissage (boîtes de démissage visibles dans les laisses de carrière)
- Mode opératoire : « poser un bloc sur deux autres, en encorbellement, et de façon additive et récurrente », à l'aide de simples leviers posés sur des trépieds. Selon Crozat, ce mode opératoire serait celui rapporté de la bouche des prêtres égyptiens par Hérodote. Le système constructif : « bloc par bloc, face par face, par enveloppes successives » définissant ainsi un accroissement pyramidal (technique d'accrétion périphérique déjà proposée par Karl Richard Lepsius au XIXe siècle).
- Agencement des blocs par système d'appareillage à décrochement horizontal (Auguste Choisy). Ce terme signifie simplement que les blocs ne sont pas pré-taillés de façon qu'ils aient la même taille, mais sont au contraire ajustés in-situ au moment de la pose de façon à s'imbriquer au mieux les uns dans les autres. Cette méthode est plus économique en termes de travail humain que de retailler l'ensemble des blocs.
- Construction des dispositifs internes des pyramides (couloirs, etc.) par anticipation dans l'agencement des blocs lors de la construction
- La Grande Galerie est interprétée de façon purement utilitaire, comme un ascenseur oblique, permettant de hisser les 52 monolithes de granite de la chambre du roi, jusqu'à 65 mètres de hauteur. Elle est construite par anticipation comme les autres dispositifs internes.

## Continuum technique
Cette théorie permet, selon son auteur, de situer les grandes pyramides lisses égyptiennes à l'intérieur d'un « continuum technique », trouvant son origine dans les premiers épierrements agricoles du Néolithique, fondé sur une méthode universellement répandue de construction, dite « d'accrétion - exhaussement », qui génère, ordonne et formalise l'ensemble des édifices tumulaires, y compris les pyramides à degrés, dans le temps et dans l'espace.
Le système constructif des pyramides permettrait aussi de comprendre l'apparition de constructions de forme pyramidale dans diverses civilisations éloignées dans le temps et dans l'espace. La construction par accroissement pyramidal se retrouverait par exemple dans les pyramides mayas, où il avait même été ritualisé : on rajoutait une couche à la pyramide lors de certaines occasions guidées par le calendrier religieux. L'exemple le plus frappant est peut-être la pyramide du Devin à Uxmal, qui présente cinq couches successives encore visibles.